# Макроподовые
Макропо́довые, или гура́миевые (лат. Osphronemidae) — семейство лучепёрых рыб из подотряда лабиринтовых. Название гура́ми применяют ко многим видам этого семейства, но в узком смысле его используют для обозначения представителей рода Trichogaster. Взрослые рыбы достигают в длину от 20 мм (Parosphromenus ornaticauda) до 70 см (гигантские гурами рода Osphronemus). Естественная область распространения — Юго-Восточная Азия: полуостров Индокитай, полуостров Малакка, острова Калимантан, Суматра, Ява.

## Классификация
В семействе насчитывают 86 видов, разделяемых на 14 родов и 4 подсемейства:
- Belontiinae
  - Belontia — белонтии, 2 вида (Belontia hasselti и Belontia signata)
- Macropodusinae
  - Betta — петушки, или бойцовые рыбки;
  - Macropodus — макроподы, 5 видов;
  - Malpulutta — малпулутты, 1 вид (Malpulutta kretseri);
  - Parosphromenus — корневидные гурами, 10 видов;
  - Pseudosphromenus — купанусы, 2 вида;
  - Trichopsis — карликовые гурами, 3 вида;
- Luciocephalinae
  - Colisa — колизы, 4 вида;
  - Ctenops — нитеносцы, 1 вид (Ctenops nobilis);
  - Luciocephalus — щукоголовы, 2 вида (Luciocephalus aura и Luciocephalus pulcher);
  - Parasphaerichthys — парасферихты, 2 вида;
  - Sphaerichthys — шоколадные гурами, или сферихты, 5 видов;
  - Trichogaster — гурами-нитеносцы, 4 вида;
- Osphroneminae
  - Osphronemus — обыкновенные гурами, 4 вида.

## Генетика
Гены митохондриальной ДНК, включая цитохром b, 12S рРНК, тРНК валина (tRNA Val) и 16S рРНК, были секвенированы у 57 видов, представляющих 19 родов лабиринтовых рыб, — от Luciocephalus pulcher до Betta и Trichopterus. Дополнительно у 21 вида получены частичные последовательности ядерного гена RAG1.
Исследование подтвердило классификацию рода Luciocephalus (имеющего противоречивое таксономическое положение) вместе с Parasphaerichthys, Ctenops и Sphaerichthys, характеризующихся спирально-ребристой поверхностью икринок, в подсемействе Luciocephalinae. Определены филогенетические взаимоотношения четырёх подсемейств — Osphroneminae, Belontiinae, Macropodusinae и Luciocephalinae — в семействе макроподовых (Osphronemidae). В частности, показано, что Belontiinae более близки Osphroneminae, а Luciocephalinae расположены ближе к Macropodusinae.

## Иллюстрации

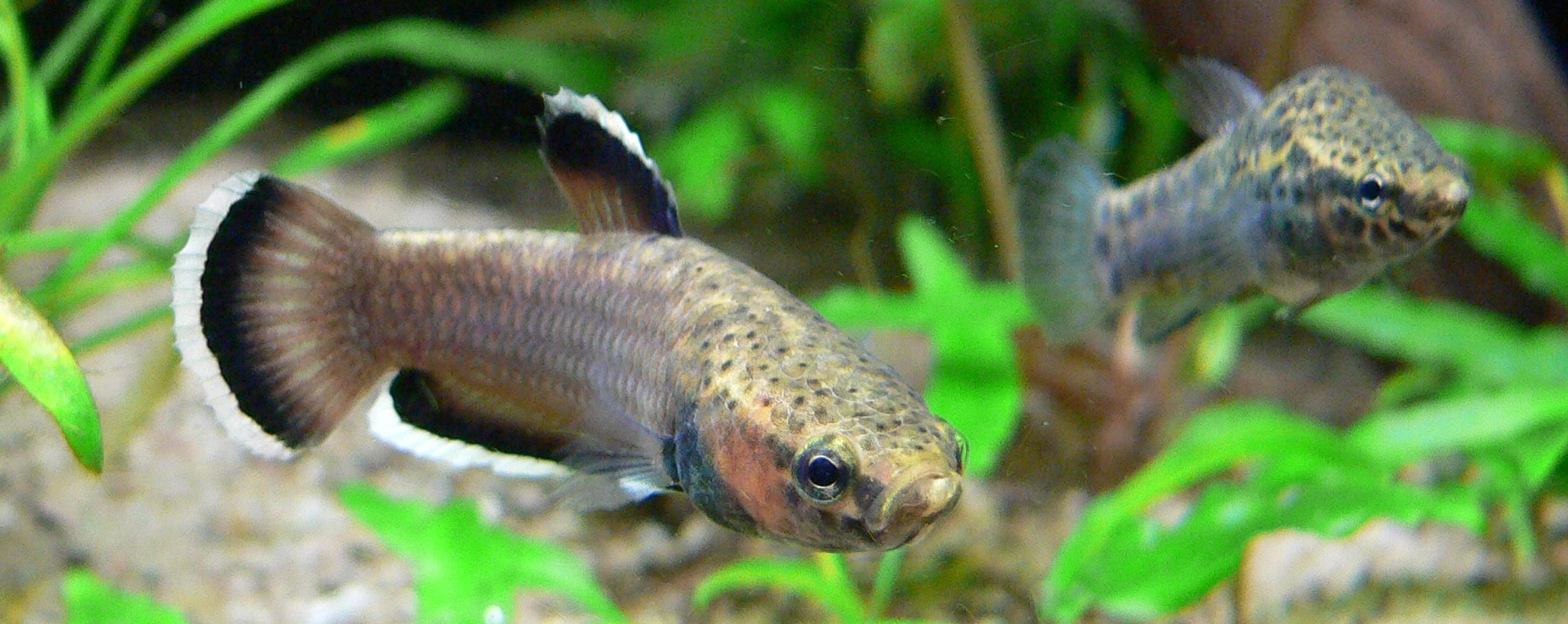
Betta albimarginata
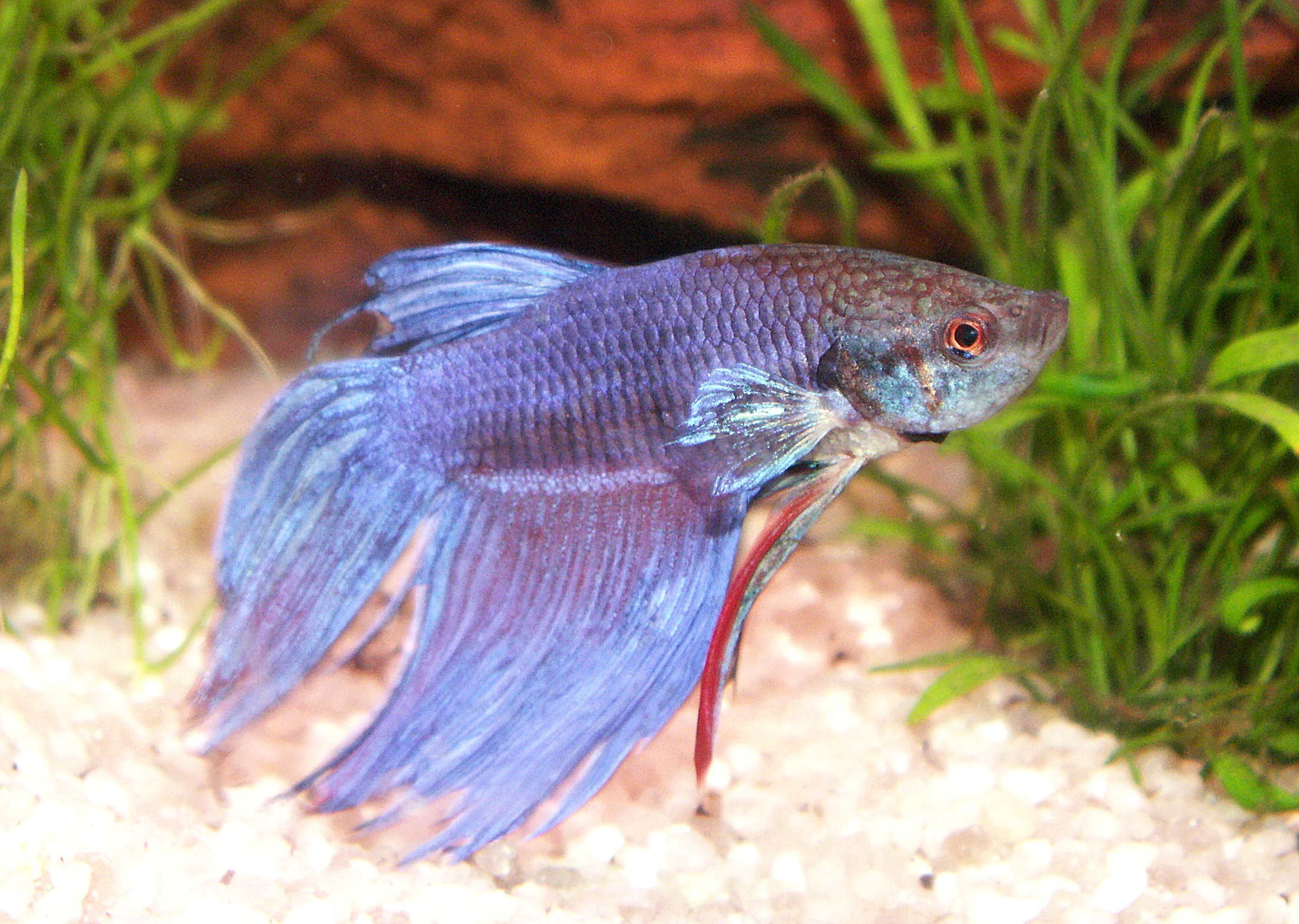
Бойцовая рыбка (Betta splendens)
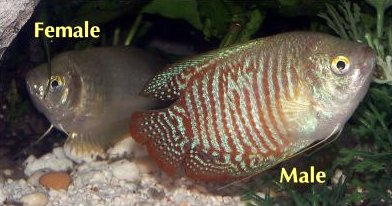
Самка и самец лялиуса (Colisa lalia)
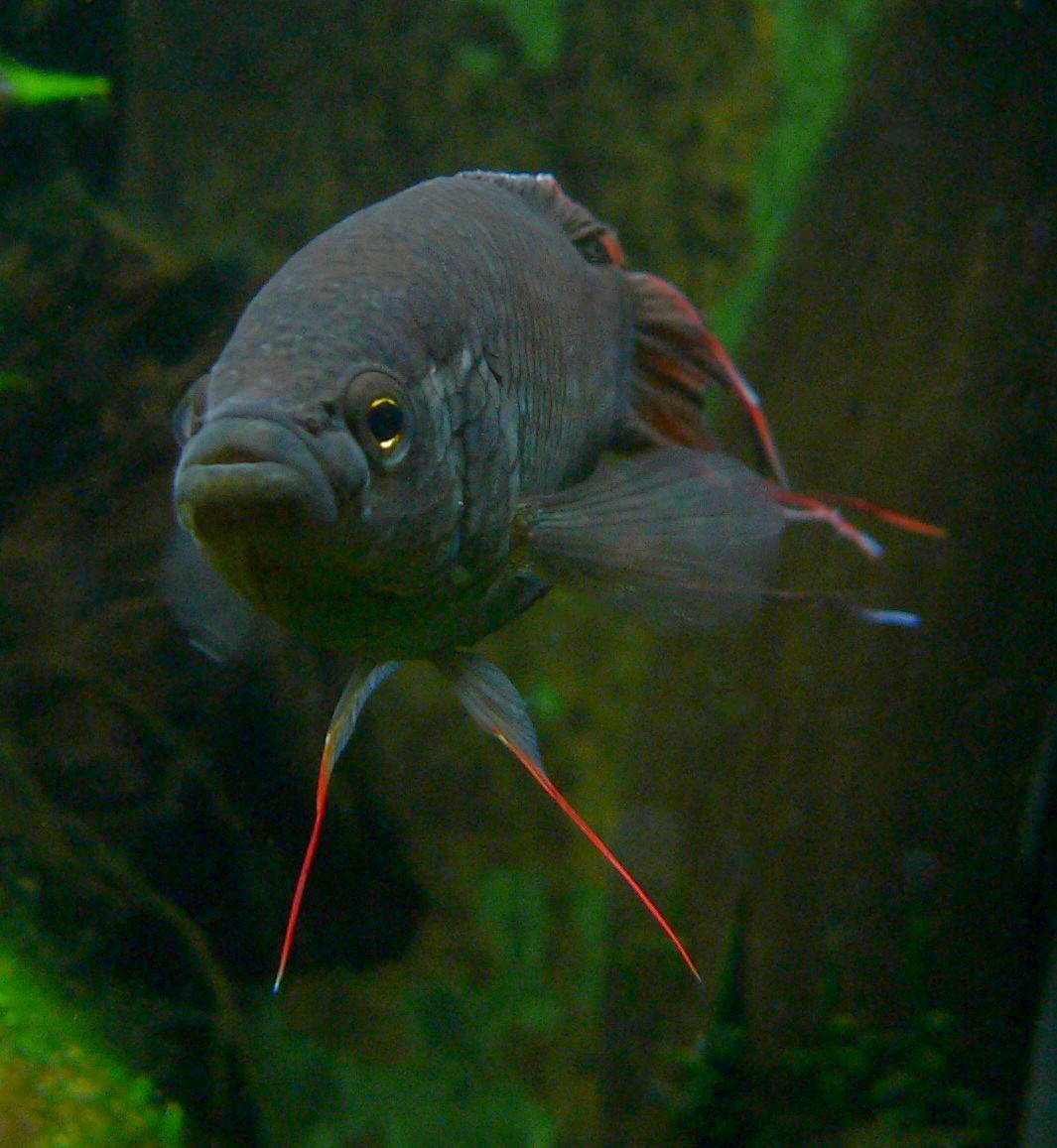
Macropodus erythropterus
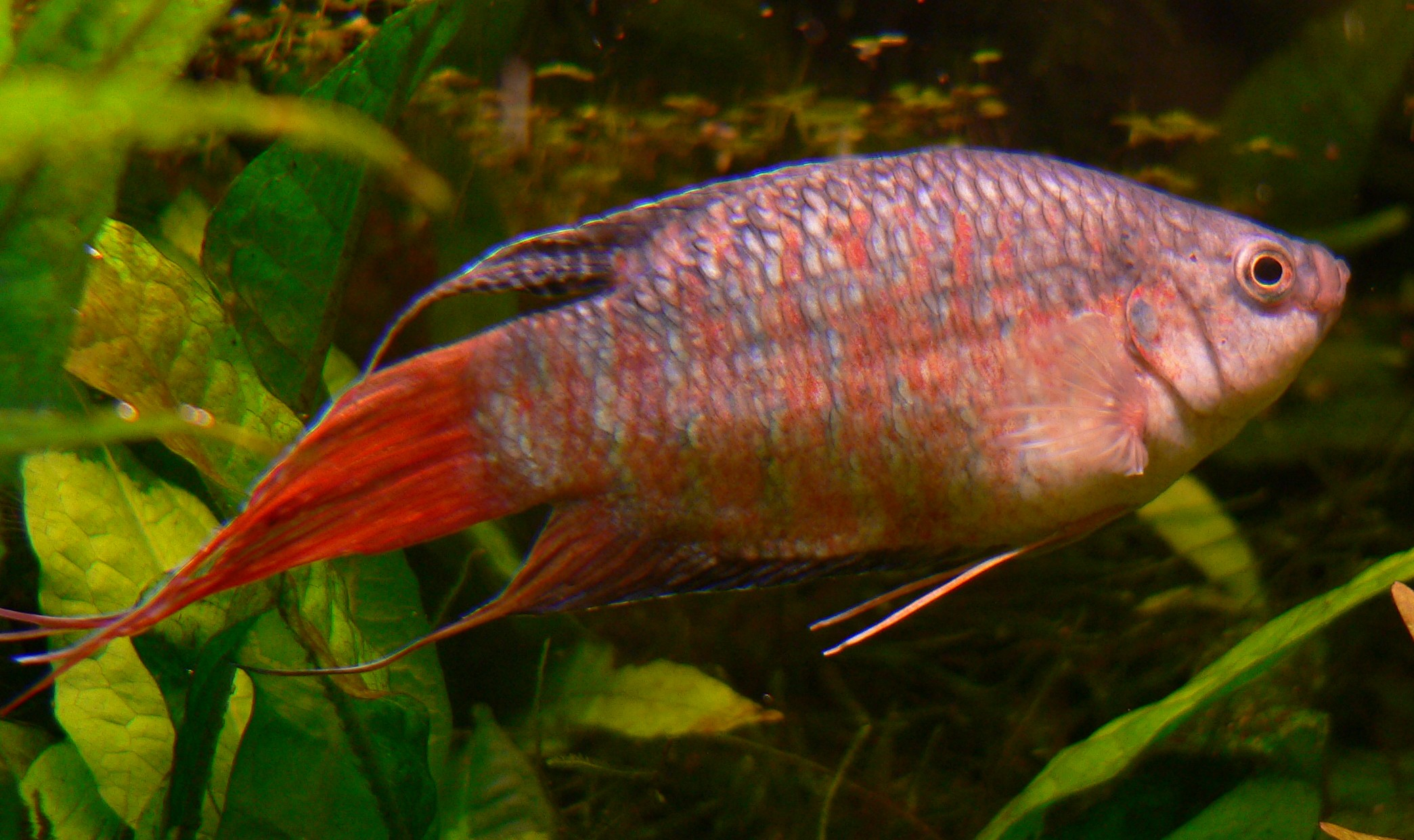
Макропод (Macropodus opercularis)
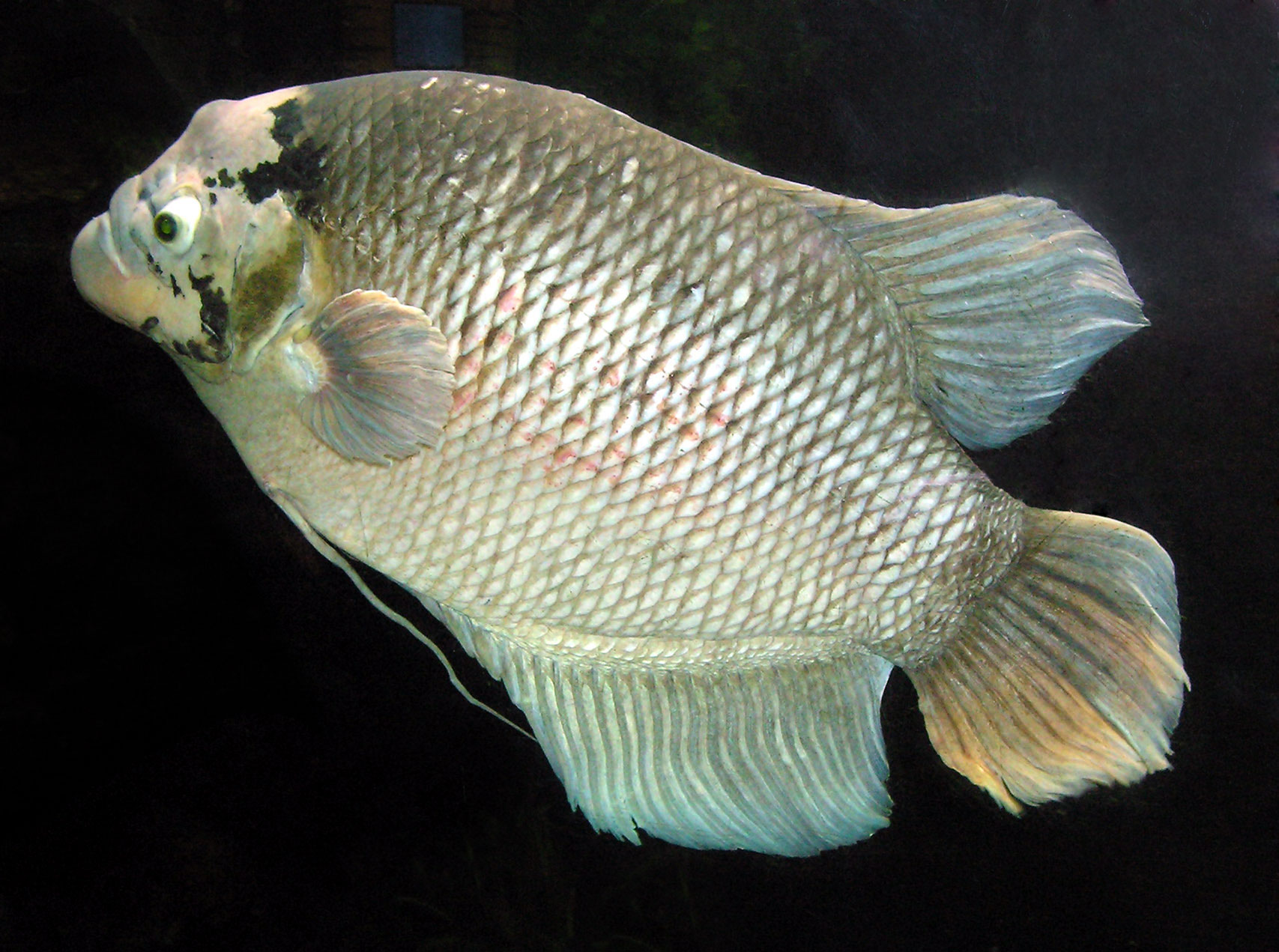
Настоящий гурами (Osphronemus goramy)
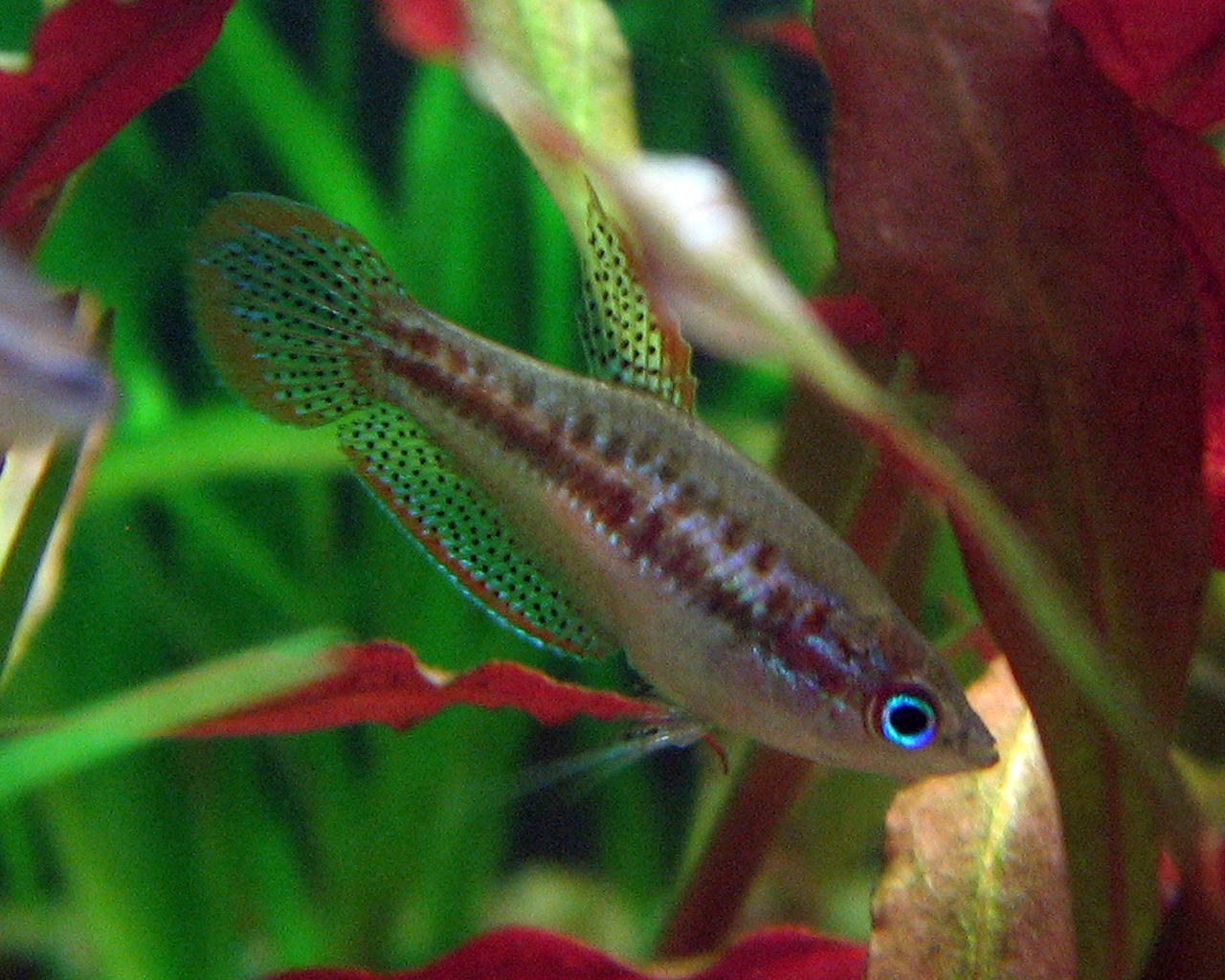
Карликовый гурами (Trichopsis pumila)